# پوربهای جامی
تاج الدین بن بهاءالدین متخلص به پوربهای جامی از شاعران معروف خراسان در نیمه دوم سده هفتم هجری قمری بود. وفات وی به سال ۶۹۹ ه. ق در تبریز بوده‌است. از تخلص‌های دیگر وی «ابن بها» و «بها» بوده‌اند. به او ملک الشعرا هم می‌گفته‌اند.
او در شهر تربت جام (در آن دوران، روستای جام) دیده به جهان گشود. نیاکانش به شغل قضاوت اشتغال داشتند، اما او به خاطر طبع ظریفش رغبتی به قاضی شدن نشان نداد و به شاعری می‌پرداخت. وی بیشتر عمر خود را در هرات گذرانید و در آنجا به شاگردی مولانا رکن‌الدین قبایی درآمد و مدتی نیز شاگرد سعید هروی بود. سپس از اطرافیان و مداحان خواجه عزالدین طاهر فریومدی و پسرش خواجه وجیه‌الدین که از وزیران اباقاخان بن هلاکو بودند گشت.

## انتقاد اجتماعی
در قرن هشتم هنگام حکومت ایلخانان مغول املاک شخصی غازان خان سالانه عایدی زیادی داشت و خواجه رشیدالدین فضل‌الله وزیر نیز املاک مزروعی فراوانی داشت. این فئودالهای بزرگ ولایات را به مقاطعه به حکام محل می‌سپردند. این حکام روستاییان را با قساوت و سنگدلی وحشیانه استثمار می‌کردند. بیتی‌از پوربها ناظر بر این اوضاع است:
| همه جهان متفرق شدند و آواره |  | ز بیشمار قلان و ز بیکران قبچور |

پوربها همراه آن دو به تبریز رفت و در آنجا با همام تبریزی مشاعره داشت و به دستگاه خواجه شمس‌الدین محمد جوینی نزدیک شد و او را مدح کرد.
به استناد بیتی از وی که:
| در نظم و نثر تازی و ترکی و پارسی |  | برده ز اهل فضل به هر سه زبان گرو |

این گونه معلوم می‌شود که وی در سرودن شعر به هر سه زبان فارسی, عربی و ترکی توانا بوده، اما اکنون فقط دیوان فارسی وی به جا مانده‌است.
مهارت پوربها در سرودن هزل و هجا بوده‌است. وی همچنین در قصیده‌ای موسوم به قصیده «مغولیه» اوج استعداد خود را در به کاربردن لغات و اصطلاحات مغولی نشان داده، به طوریکه در هر بیت یک یا دو کلمه ترکی یا مغولی به کار برده‌است.مینورسکی در مقاله‌ای به نام «قصیدة مغولیة پوربهاء» این قصیده را شرح و ترجمه کرده و بیشتر لغات ترکی آن را توضیح داده‌است. ویژگی بارز این قصیده التزام یک یا دو کلمة ترکی مغولی در همة ابیات استاز استادانه‌ترین تفننهای پوربها، «قصیدهٔ لامیه» به زبان مردم الکن است.
نسخه‌ای خطی از دیوان پوربهای جامی (نوشته ۱۰۲۹ق)، در موزه بریتانیا موجود است. همچنین مثنوی «کارنامه اوقاف» او را ایرج افشار در ۳۱۵بیت در مدح عزالدین فریومدی و هجو صاحب اوقاف، به چاپ رسانده(۱۳۳۹ش) که در آن نام سراینده تاج‌الدین نسایی ضبط شده‌است. پوربها خود را همردیف سنایی و در هزل، مقلّد سوزنی سمرقندی می‌داند:
| طبع لطیف من ز سنایی و سوزنی |  | در جد و هزل برده به سحر و بیان گرو |

## آثار
- دیوان شعر که در قالب‌های قصیده, ترکیب بند, رباعی و مقطعات شعر سروده‌است.[۸]

نسخه خطی دیوان پوربها با عنوان کتاب پوربهای جامی (ش ۹۲۱۳: OR در موزة بریتانیا و فیلم آن، ش ۸۵۸، در کتابخانة مرکزی دانشگاه تهران) را نظام‌الدین احمدبن عبدالله شیرازی، در ۱۰۶۹ در زمان سلطان محمد قطب شاه در حیدرآباد گردآوری کرده‌است. این کتاب دارای ۱۰۴ برگ شامل قصاید، مقطعات، ترکیب بند، مثنوی «کارنامه اوقاف خواف»، غزلیات و رباعیات است.
مضامین دیوان پوربها مدح شخصیتهای زمان شاعر مانند خواجه شمس الدین صاحب دیوان (گ ۱۸) و خواجه نصیرالدین طوسی)، هجو، هزل و اطلاعات تاریخی است .نقیضه گویی برای شعر شاعری مانند ظهیر فاریابی هم در دیوان او دیده می‌شود.
- کارنامه اوقاف، در این اثر او به جنبه‌های منفی و کارهای ناروای متولیان و مسؤولان امور اوقاف و دیوانیان خراسان اشاره شده‌است. وی دربارهٔ تغییر مدرسه به کاروانسرا و... می‌گوید:[۹]

| کار اوقاف بس پریشان شد   |
| خواجه از مدرسه پشیمان شد |
| مدرسه کاروانسرا کردند    |
| طلب علم را رها کردند     |

- فصیح خوافی قصیده‌ای از پوربها، مربوط به زلزله نیشابور در ۶۶۶ قمری / ۱۲۶۸ میلادی و بازسازی آن شهر در ۶۶۹ق، نقل کرده‌است .[۷]

## نمونه شعر
| بر بیاض آفتاب از شب رقم خواهد کشید       |  | ماه را بر صفحهٔ خوبی قلم خواهد کشید    |
| یارب این یک قطره خون کو را همی خوانند دل |  | تا کی از بیداد مهرویان الم خواهد کشید |
| امشب ای شمع از سربالین بیماران مرو       |  | بیدلی سر در گریبان عدم خواهد کشید     |
| بر حذر باش امشب ای همسایهٔ بیت الحزن      |  | کز سرشک چشم من دیوار نم خواهد کشید    |
| می‌کشد بار غم محبوب و می‌گوید بها          |  | هر که عاشق شد ضرورت بار غم خواهد کشید |

## قصیده مغولیه
در این قصیده در هر بیت یک یا دو کلمه مغولی یا ترکی به کار رفته که اوج هنر پوربها را در به کار بردن این نوع نثر نشان می‌دهد. مینورسکی هم در نسخه تصحیحی خود اغب این لغات را توضیح داده‌است.
- نکته: لغات مغولی و ترکی با فونت ایتالیک ضخیم مشخص شده‌اند.

| ای کرده روح با لب لعل تو نوکری   |  | محبوب ازبکی و نگاری و چادری        |
| نوئین نیکوانی و ترغو لب ترا      |  | از قند صد تغار بریزد بساوری        |
| در یرلغ غم تو ز بس ناله‌های سخت   |  | خون شد دل چریک و رعایا و لشکری     |
| هندوستان زلف ترا چشم ترک تو      |  | بلغاق کرده همچو قشون نکودری        |
| قامان طره‌های تو چون کلک بخشیان   |  | کردند مشق بر رخ تو خط ایغوری       |
| تا باسقاق عشق تو در ملک دل نشست  |  | از یارغوی هجر تو برخاست داوری      |
| کردند نرگه بر لب جیحون چشم من    |  | خیل خیال تو چو تومان یساوری        |
| کوچ و قلان خویش بدیوان عشق تو    |  | گه جان دهم بمالی و گه سر به قبجوری |
| تمغاجی غم تو زد از اشک آل من     |  | تمغای سرخ بر ورق زرّ جعفری          |
| کردم تکشمشی لبت و جان ببوسه‌ای    |  | سورغامشی نمی‌کند از راه کافری       |
| تا بشمشی کنیم بهم در مجادله      |  | زین قصه پیش داور آفاق یکسری        |
| بیلگا الغ بتکجی قاآن اعظم آنک    |  | دارد ره بتکجی و راه بهادری         |
| ای صاحبی که هست به یرلیغ حکم تو  |  | ترک و مغول و تازی و رومی و بربری   |
| ارتاق گشت با لقبت تا بشرق و غرب  |  | تنسخ برد برای تو خورشید خاوری      |
| تتقاولان عقل تو در راه مملکت     |  | بستند دست فتنه و جور از ستمگری     |
| بر شیوه سخای تو آش عطا دهند      |  | با ورجیان بکاسه زرین مشتری         |
| قوشجی همت تو ز بهر قراتغو        |  | بربست بال نسر بپر کبوتری           |
| هر کو عنایت تو اغز لامشی کند     |  | بر سر کشد برندق او چرخ چنبری       |
| آن کس که او رسید به یاسای حکم تو |  | در خاک تیره خشت لحد کرد بر سری     |
| اختاجی سیاست از قمچی اجل         |  | در گردن عدوی تو بندد دو چنبری      |
| پور بها دعاجی درگاه دولتت        |  | گشتست اشکبار و غم او نمی‌خوری       |
| سوغات حضرت تو فرستاد این دعا     |  | یادش مگر بخاطر عاطر درآوری         |
| نوشد مگر ز سرغوت انعام عام تو    |  | در طوی بخشش تو ایاغ توانگری        |
| یا وشمشی کند چو کنی تربیت ورا    |  | در شعر با نظامی و قطران و انوری    |
| هرگز نگفته‌اند درین اصطلاح شعر    |  | فردوسی و دقیقی و بندار و عنصری     |
| نشنیده‌است در عرب و در عجم کسی    |  | زینسان قصیده‌ای ز معزی و بحتری      |
| تا هست کار ملک بیاسای پادشاه     |  | تا هست حکم شرع بدین پیمبری         |
| در حفظ خویش ایزدت اسرامشی کناد   |  | پاینده باد ذات تو از فضل تنگری     |